# المجلس الأعلى للدفاع (لبنان)
المجلس الأعلى للدفاع هو أعلى سلطة دفاع في لبنان، ويجتمع برئاسة رئيس البلاد ورئيس الوزراء، ووزراء الدفاع والداخلية والخارجية والأشغال والعدل والاقتصاد والمالية وقادة الأجهزة الأمنية والمدعي العام التمييزي. ويقرر الإجراءات اللازمة لتنفيذ السياسة الدفاعية كما حددها مجلس الوزراء.

## تكوين المجلس
يتألف المجلس الأعلى للدفاع من:
- رئيس الجمهورية رئيسا.
- رئيس الوزراء نائبا للرئيس
- وزير الدفاع عضوا.
- وزير الخارجية عضوا.
- وزير المالية عضوا.
- وزير الداخلية عضوا.
- وزير الاقتصاد عضوا.
- يحق لرئيس المجلس أن يستدعي من يشاء ممن تقضي طبيعة أعمال المجلس حضورهم.
- يقوم الأمين العام للمجلس الاعلى للدفاع بمهام أمانة سر هذا المجلس.
- يمكن بمرسوم يتخذ في مجلس الوزراء إضافة وزير أو أكثر إلى المجلس كأعضاء عاملين.
- تنشأ لدى المجلس مديرية عامة تسمى «المديرية العامة لأمن الدولة» خاضعة لسلطة المجلس وتابعة لرئيسه ونائب رئيسه.

## وصلات خارجية
- الموقع الرسمي.